# Шихикент
Шихикент (лезг. Шхихуьр) — село в Сулейман-Стальском районе Дагестана. Административный центр Шихикентского сельсовета.

## География
Село находится на расстоянии 6 км к югу от села Касумкент, административного центра района.

## Население
| 1895 | 1926 | 1939 | 1970 | 1989 | 2002 | 2010 |
| ---- | ---- | ---- | ---- | ---- | ---- | ---- |
| 439  | ↘423 | ↗453 | ↗467 | ↘331 | ↗669 | ↗964 |
| 2021 |      |      |      |      |      |      |
| ↘680 |      |      |      |      |      |      |